# Херонея
Херонея (на гръцки: Χαιρώνεια, Херония, старогръцко произношение Хайронея) е село в Централна Гърция с 2218 жители (2001).

## История
През 338 г. пр.н.е. там се води битка между цар Филип II Македонски (заедно със сина си Александър III Македонски), срещу някои гръцки градове-държави.
До 1916 година името на селището е Копрена (Κόπραινα). По време на Гръцката война за независимост в 1823 година край Копрена се развива кървава битка.
До 2011 година Херонея е център на самостоятелен дем.

## Личности
Родени в Херонея
- Плутарх (около 46 - около 127), римски писател